# 소비에트 연방함대사령관
소비에트 연방함대사령관(러시아어: адмирал флота Советского Cоюза 아드미랄 플로타 샤베츠코고 소유자[*])은 소련 해군 최고 계급이다. 육군의 소비에트 연방원수 및 NATO의 5성장군과 동격이다.
소비에트 연방함대사령관 계급은 1955년 3월 3일 도입되었다. 소비에트 연방원수와 마찬가지로 수관성장을 패용했다.
소비에트 연방함대사령관 계급을 단 장성은 니콜라이 쿠즈네초프, 이반 이사코프, 세르게이 고르시코프의 세 명 뿐이다.
| 소련군 계급                 |                                                          |                                                       |
| 함대사령관 (адмирал флота)) | 소비에트 연방함대사령관 (адмирал флота Советского Cоюза) | 소비에트 연방대원수 (Генералиссимус Советского Союза) |

## 같이 보기
- 소비에트 연방원수